# Le Pain et les Œufs
Le Pain et les Œufs est une nature morte réalisée en 1865 par Paul Cézanne. Œuvre de jeunesse importante du peintre`— il a alors 26 ans — on y devine l'influence d'Édouard Manet et des peintres espagnols. Le tableau fut refusé au salon de 1865 et il est depuis 1955 dans les collections du musée d'art de Cincinnati. En décembre 2022, une radiographie a montré que cette nature morte avait été peinte sur un portrait d'homme sans que l'on puisse déterminer s'il s'agissait d'un autoportrait.

## Tableau
Le tableau est une huile sur toile de 59,1 × 76,2 cm dans une palette brun sur noir.
Selon Pavel Machotka « Tout cela est réfléchi et parfaitement réalisé, mais aussi traditionnel et soigneux, et Cézanne semble avoir hésité entre placer les objets plus hauts, pour faire plus grande masse, ou plus bas, pour un contraste plus frappant avec le fond noir ; en tout cas il arrive à un compromis traditionnel. On a l’impression d’un peintre qui a essayé de satisfaire aux exigences du Salon plutôt qu’à ses propres désirs (une attitude qu’il ne tardera pas à abandonner). ».

## Portrait d'homme sous la nature morte

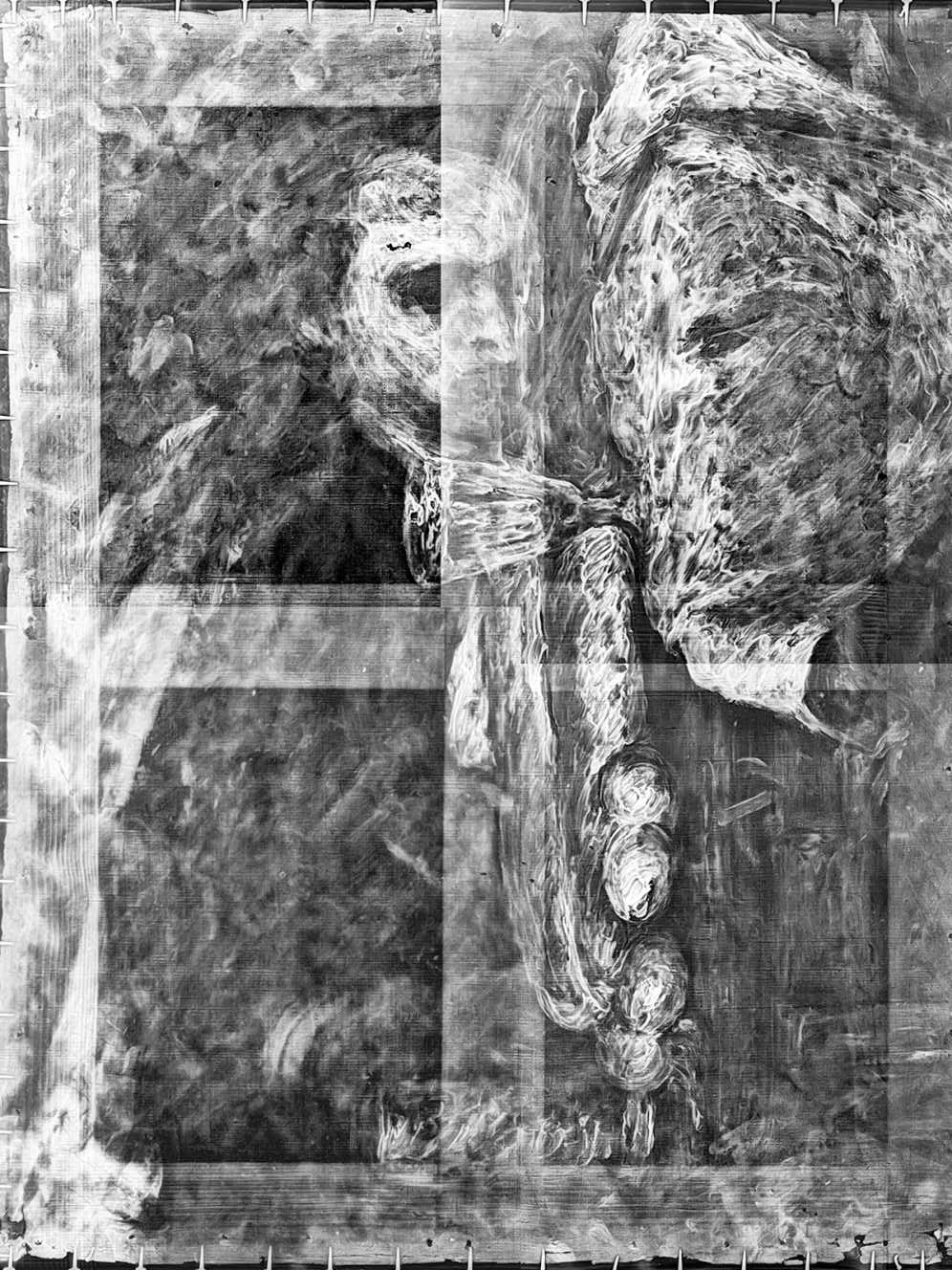
Radiographie du tableau

Le 15 décembre 2022, le musée de Cincinnati annonce que Le Pain et les Œufs a été peint sur un portrait d'homme, révélé par une radiographie du tableau. En mai 2022, après le démontage de l'exposition One Each: Still Lifes by Cézanne, Pissarro and friends, la conservatrice en chef du musée, Serena Urry, remarqua que des craquelures sur la toile, au lieu d'être uniformément réparties, se concentraient sur deux endroits et semblaient laisser deviner une peinture blanche sous-jacente alors que le fond du tableau est brun-rouge. Intriguée, elle décida donc de faire passer le tableau aux rayons X. La radiographie, si on la tourne à 90°, laisse apparaitre un portrait d'homme. Serena Urry pense qu'il s'agit peut-être d'un autoportrait de Cézanne puisque selon elle pour le « portrait de quelqu’un d’autre, il aurait sûrement été de face ». Il existe 26 autoportraits connus de Cézanne et selon le magazine d'art en ligne new-yorkais Hyperallergic (en) « Lorsque Cézanne peignait des portraits d'autres personnes, le modèle était généralement face à lui. Ici, le sujet est assis en biais ». Cela en ferait alors l'un des premiers portraits connus du peintre.

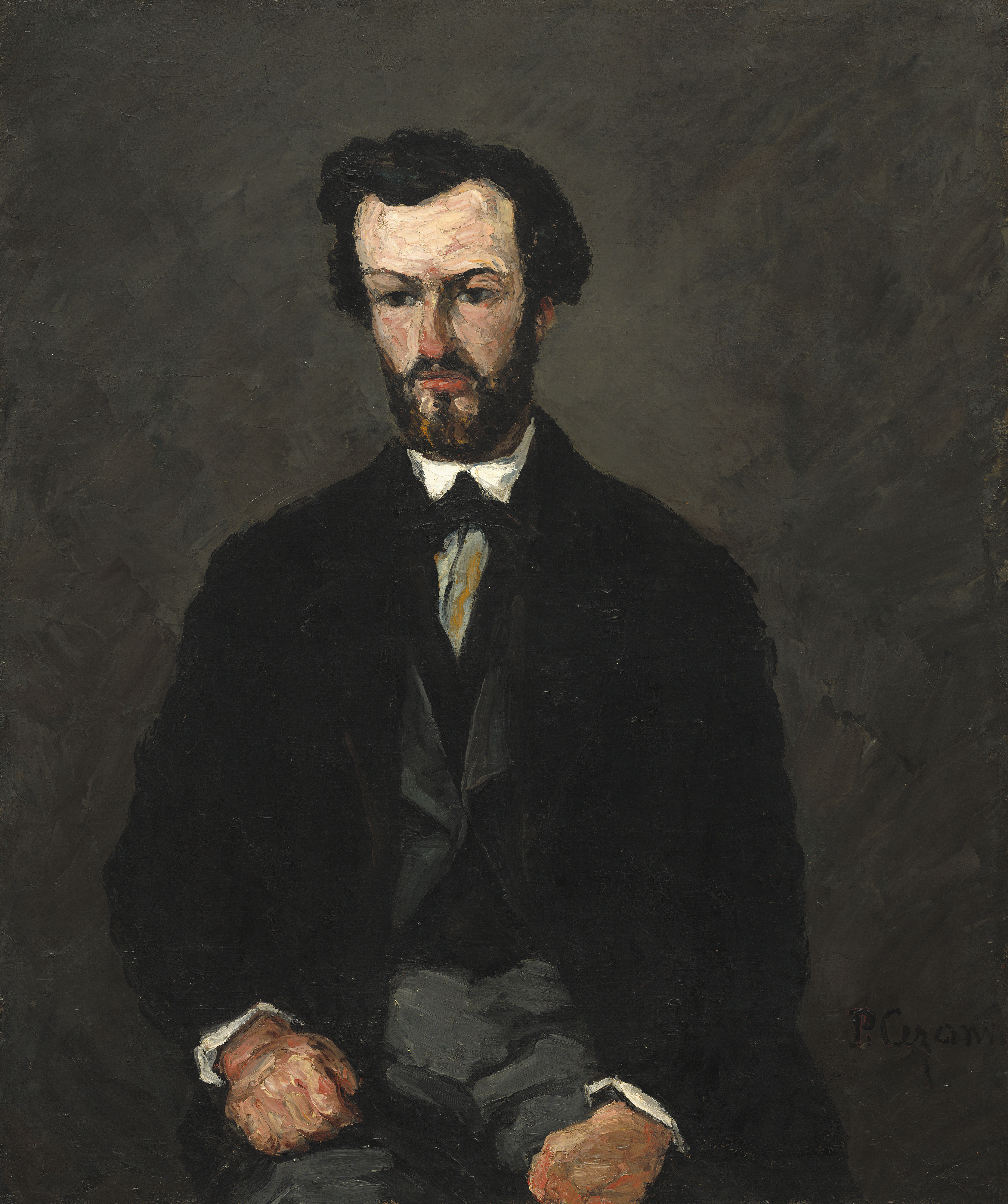
Portrait d'Antony Valabrègue réalisé par Cézanne et proposé au salon de 1866

Mais Denis Coutagne, ancien directeur du musée Granet à Aix-en-Provence, fait remarquer que le portrait « n'est pas très ressemblant » et qu'il « tient un pinceau ou un crayon de la main droite, ce qui serait la main gauche de Cézanne s'il s'agissait d’un autoportrait peint face à un miroir ». Pour Jean Colrat, historien et membre de la société Cézanne, il pourrait s'agir du portrait d'Antony Valabrègue, un poète et critique d'art aixois, dont Cézanne avait peint le portrait qui sera proposé au salon de 1866, l'année suivante le refus du Pain et des Œufs. Pour l'enseignant-chercheur François Chedeville, également membre de la société Cézanne, il y a « de nombreux candidats possibles » en précisant que la radiographie montre « « un homme au visage vaguement triangulaire qui possède une moustache, une barbiche, mais apparemment pas de favoris, contrairement à Valabrègue, un front peut-être dégarni et des cheveux – la forme de la chevelure n’a rien d'évident sur le tableau, mais au moins on sait qu'il n'est pas chauve. ».
Peter Jonathan Bell, le conservateur des peintures du musée a indiqué en décembre 2022 dans un communiqué que le musée souhaite faire dans les mois et années à venir « d'autres travaux d'imagerie et d'analyse du tableau ainsi que des recherches sur le sujet du portrait, idéalement en partenariat avec une institution bien équipée pour l’étude technique et avec d’éminents spécialistes de Cézanne ». L'imagerie multispectrale ou la cartographie par fluorescence aux rayons X pourraient permettre de connaitre certaines caractéristiques de ce portrait, couleurs utilisées ou techniques employées.